# Гибсон, Кэтрин
Кэтрин (Кэти) Гибсон-Браун (англ. Catherine "Cathie" Gibson (-Brown), 25 марта 1931, Мотеруэлл, Северный Ланаркшир, Великобритания — 25 июня 2013, Данфермлин, Файф, Великобритания) — британская пловчиха, бронзовый призёр Олимпийских игр в Лондоне (1948).

## Спортивная карьера
Семья спортсменки была связана с водными видами спорта: отец работал в бассейне, два брата играли в водное поло. В 1947 г., в возрасте 16 лет, она отобралась на чемпионате Европы в Монте-Карло, где завоевала серебряные медали на дистанциях 400 м вольным стилем и 100 м на спине и бронзу — на 100-метровке вольным стилем. Готовясь к Олимпийским играм в Лондоне (1948) из-за низких доходов семьи она была вынуждена совмещать многочасовые тренировки с работой клерком на полный рабочий день.
На играх в Лондоне она выступила сразу в нескольких дисциплинах: 100 м на спине, эстафете 4 × 100 м вольным стилем и личном зачете на дистанции 400 м вольным стилем, на которой она выиграла бронзовую медаль с результатом 5 минут 22,5 секунды. Эта награда оказалась единственной медалью Великобритании на Играх в плавательной программе и единственной британской «бронзой» среди женщин. За свою спортивную карьеру она установила 29 национальных рекордов, однако на международной арене значимых успехов у пловчихи больше не было.
По окончании спортивной карьеры она открыла отель в Шотландии. 